# Pseudonapomyza quatei
Pseudonapomyza quatei är en tvåvingeart som beskrevs av Mitsuhiro Sasakawa 1963. Pseudonapomyza quatei ingår i släktet Pseudonapomyza och familjen minerarflugor. Inga underarter finns listade i Catalogue of Life.